# Bettange-sur-Mess
Bettange-sur-Mess (franska) (luxemburgiska: Betteng op der Mess lyssna (fil), tyska: Bettingen-Mess) är en ort i kantonen Capellen i sydvästra Luxemburg. Den ligger i kommunen Dippach vid floden Mess, cirka 11 kilometer sydväst om staden Luxemburg. Orten har 1 306 invånare (2022).